# Alexander Wheelock Thayer
Alexander Wheelock Thayer, född den 22 oktober 1817 nära Boston, död den 15 juli 1897 i Trieste, var en amerikansk musikskriftställare.

## Biografi
Alexander Wheelock Thayer föddes 22 oktober 1817 nära Boston. Thayer blev assistent vid Harvard-universitetets bibliotek och gjorde från 1849 i Tyskland förstudier till en större biografi över Beethoven. Han anställdes 1860 vid amerikanska beskickningen i Wien och blev 1865 amerikansk konsul i Trieste. Thayer utgav först Chronologisches Verzeichniss der Werke Ludwig van Beethovens (1865) och utgav 1866–1879 band I–III av sitt stora verk Ludwig van Beethovens Leben, vari han särskilt försökte ge en sann bild av mästaren som personlighet, belyst genom en mängd smådrag. Originalmanuskriptets tyske översättare Hermann Deiters fogade sedan därtill estetisk analys av tonverken, likaså Hugo Riemann, som utgav de av Deiters fullföljda band 4–5 (1907–1908). Av band I utgavs 3:e upplagan 1917, av band II–III 2:a upplagan 1910–1911. Thayers arbete utgavs på engelska först 1921 i New York av Henry Edward Krehbiel.